# Weg naar Zee
Weg naar Zee (soms ook gespeld als Weg naar See) is een van de 12 stadsressorten van de Surinaamse hoofdstad Paramaribo. Weg naar Zee ligt in het uiterste noordwesten van de stad en zoals de naam al doet vermoeden ligt het aan de Atlantische kust. In 2012 had Weg naar Zee volgens cijfers van het Centraal Bureau voor Burgerzaken (CBB) 16.037 inwoners.

## Overzicht
In 1968 werd het Openlucht Crematorium in Weg naar Zee gebouwd aan de Henri Fernandesweg. Een hindoeïstisch bedevaartsoord bevindt zich bij het crematorium.
In 1968 werd olie gevonden in het ressort en wordt sinds de jaren 1990 door Staatsolie geëxploiteerd. In 2012 werd geschat dat er nog 11 miljoen barrels in het gebied bevindt.
Een groot deel van het Weg naar Zee ressort bestaat uit agrarisch gebied.

## Mangroveherstel
In 2015 is er een project gestart onder leiding van professor S. Naipal, van de faculteit Technologie aan de Anton de Kom Universiteit voor het herstellen van de mangroven langs de kust. Dit is een methode om kusterosie tegen te gaan, door het breken van golven en het opvangen van sedimenten. Er wordt een smalle houten dam vlak voor de kust gebouwd, waardoor een nieuwe modderbank ontstaat, die zal worden beplant met mangrove. 
VN-secretaris-generaal António Guterres bezocht Suriname in 2022 en plantte symbolisch een mangroveboom bij Weg naar Zee. In datzelfde jaar werd het project verheven tot een nationaal project, het Mangrove Rehabilitatie Project Weg naar Zee. Het werd door president Santokhi officieel gestart op 30 juli 2022.